# Home Again (film 2012)
Home Again è un film del 2012 diretto da Sudz Sutherland.
La pellicola, prodotta da Canada e Giamaica, è stata sceneggiata dallo stesso regista Sutherland con Jennifer Holness.

## Trama
Dal 1996 al 2001 Stati Uniti, Inghilterra e il Canada hanno reso più facile l'espulsione da parte degli immigrati che hanno commesso reati minori.  La Giamaica ha oltre 34.000 reclusi, sette volte il numero dei reclusi. Molti di loro, lasciano il paese di origine quando sono piccoli e non hanno più alcun contatto e legame quando ritornano.
Everton St. Claire ha lasciato la Giamaica a due anni per poi ritornare dopo i diciannove anni, espulso dall'Inghilterra. 
Dunstun Williams ha lasciato il paese di origini a quattro anni. Espulso a ventiquattro anni dagli Stati Uniti. 
Marva Johnson, come gli altri ha lasciato il paese in tenera età.Espulsa dal Canada dopo ventitré anni.
I tre ragazzi, dovranno affrontare singolarmente le proprie difficoltà: il “Boss” della strada che sembra aiutare i bambini che non possono pagarsi la scuola, ma che non ammette alcuna trasgressione ai suoi ordini; la gente arrogante e i pochi contatti all'interno della comunità, primitiva e sporca; i ricordi dei cari che non potranno più vedere e il fatto, che adesso tutti e tre sono “criminali” e visti con disprezzo da tutta la popolazione.